# Leo (cantante)
Jung Taek Woon (en hangul, 정택운; en hanja, 鄭澤運; Seocho-gu, Seúl, 10 de noviembre de 1990), más conocido por su nombre artístico Leo (en hangul, 레오), es un cantante, compositor y actor musical de teatro surcoreano, trabaja bajo Jellyfish Entertainment. Conocido por su alto tono, agudo, y claro en su voz, Leo debutó como miembro de la boy band surcoreana, VIXX en mayo de 2012, e inició su carrera actoral en 2014 en el musical Full House como Lee Young Jae. En 2015 él comenzó su carrera en la composición musical, y con su compañero Ravi conformaron la primera subunidad oficial del grupo llamada «VIXX LR» (la L es por Leo y la R por Ravi).

## Biografía
Nació en Seocho-gu, Seúl, Corea del Sur, su familia está compuesta por sus padres y tres hermanas mayores.
Leo estudió composición musical en la Universidad Howon y fue miembro de la liga nacional juvenil de Soccer desde el 2004 hasta el 2007. Más adelante, Leo participó activamente en natación, boxeo, taekwondo y soccer. Mientras se recuperaba de una lesión, desarrolló interés como cantante luego de escuchar «Walking in the Sky» de Wheesung.

## Carrera

### 2012-2014: Debut con VIXX,Blossom Tearsy debut en el teatro musical
Leo pasó su audición en Jellyfish Entertainment con su talento vocal y fue uno de los diez aprendices quienes fueron oponentes en el programa de supervivencia MyDOL de Mnet y fue escogido para ser parte de la línea final de participantes quienes debutaron finalmente como un grupo masculino de seis integrantes con la canción Super Hero. el 24 de mayo de 2012 en el M! Countdown. Durante MyDOL; Leo realizó una colaboración en los vídeos musicales «Let This Die» de Brian Joo y «Shake It Up» de Seo In Guk. Luego de su debut con VIXX, Leo apareció en el episodio 4 de la serie de televisión (drama) The Heirs, de SBS junto a sus compañeros de grupo.
Como un ansioso fan de los deportes, Leo ha aparecido en distintos programas de variedades atléticos. Junto a otros ídolos, algunos de los programas son Dream Team y Idol Athletics Championship. Él igualmente apareció en un episodio especial de Running Man donde fue miembro de un equipo de soccer.
En 2014, Leo hizo una pequeña participación como cameo en el drama Glorious Day de SBS junto a Hyuk y participó en el reparto del musical de Full House con el rol principal de Lee Young Jae desde abril hasta junio en el centro de artes Hongik Daehakro, en Seúl. Un año más tarde, Leo también participó en el Y.Bird from Jellyfish Island un proyecto creado por el CEO Hwang Se Jun de Jellyfish Entertainment en colaboración con la cantante LYn en su sencillo compuesto por ella misma, llamado «Blossom Tears» (en hangul, 꽃잎놀이); su sencillo Y.BIRD de Jellyfish con LYn X Leo fue el cuarto en las series. Él aparece en el vídeo musical, él representa a un psicópata quien mata a la mujer que ama.

### 2015-presente: Composición, debut con la subunidad: VIXX LR yMata Hari
En el año 2015, el cantante expresó su interés en la composición. Luego, Leo compuso la canción «On a Cold Night» (en hangul, 차가운 밤에), sencillo principal del quinto álbum, Boys' Record de VIXX. Originalmente se escribió como un dueto entre Ken y él; una versión de estudio fue publicada con el resto de los miembros para este álbum.
El 7 de agosto de 2015, Jellyfish Entertainment publicó el tráiler del vídeo en el sitio web oficial de VIXX, después una misteriosa imagen con una silueta de VIXX, un especial final del álbum Boys' Record.
Mientras momentáneamente, los miembros de VIXX desaparecían hasta que finalmente, sólo Keo y Ravi  quedando detrás al lado izquierdo, lo cual causó especulaciones entre los fanáticos de que podría ser un regreso para todos los seis miembros. Un vídeo tráiler de «VIXX LR».
«VIXX LR» fue confirmada por Jellyfish Entertainment para ser la primera subunidad oficial de VIXX, compuesta por el rapero Ravi y el vocalista Leo. Su miniálbum debut, Beautiful Liar, fue publicado el 17 de agosto de 2015. El mismo día VIXX LR tuvo su primera presentación de Beautiful Liar en Yes24 Muv Hall de Mapo-gu (Seúl)
El 10 de noviembre, de 2015 (día de su cumpleaños). Fue publicado el segundo álbum de estudio, Chained Up. Sobre su publicación, la canción principal fue posicionada como número uno en Mnet, Genie, Monkey3 y Naver Music; aunque las otras canciones también se posicionaron altamente en diferentes listados.
En 2016, Leo participó en el reparto del musical Mata Hari participando en el rol principal, como Armand desde el 25 de marzo al 12 de junio en el Blue Square en Seúl. Esto fue confirmado y, mientras tanto, él renunció al uso de su nombre artística.
Usó su nombre de nacimiento Jung Taek Woon para el rol, algo que fue contrario al rol en el musical «Full House» donde fue acreditado como Leo.
El 20 de septiembre de 2016, Leo hizo un colaboración con la DJ y actriz Park So Hyun, para celebrar el aniversario número veinte de SBS Power FM y par ello, publicaron la canción «That's All» (en hangul, 그뿐야) como parte del proyecto.
Leo hizo una audición en el musical Monte Cristo en el rol de apoyo de Albert, y su presentación se realizará desde el 19 de noviembre de 2016 al 12 de febrero de 2017 en el espectacular teatro Chungmu Arts Center.

## Discografía

### Sencillos

#### Como artista colaborador
| Título                                                            | Año  | Posicionamientos | Ventas               | Álbum                                                    |
| Título                                                            | Año  | KOR Gaon         | Ventas               | Álbum                                                    |
| ----------------------------------------------------------------- | ---- | ---------------- | -------------------- | -------------------------------------------------------- |
| "Blossom Tears" (en hangul, 꽃잎놀이) Con LYn                     | 2014 | 11               | - KOR (DL): 156 798+ | Y.BIRD from Jellyfish with LYn X Leo                     |
| "That’s All" (en hangul, 그뿐야) with Park So Hyun                | 2016 | —                |                      | «SBS Power FM» 20 Year Anniversary Song Project - Part 2 |
| "—" indica que no hubo medición o lanzamiento en este territorio. |      |                  |                      |                                                          |

### Créditos de composición
Los créditos para las publicaciones coreanas son adaptados desde la página oficial de su grupo VIXX.
| Año     | Álbum               | Canción           | Letra   | Letra              | Música  | Música     | Notas                                                  |
| Año     | Álbum               | Canción           | Crédito | Con                | Crédito | Con        | Notas                                                  |
| VIXX    | VIXX                | VIXX              | VIXX    | VIXX               | VIXX    | VIXX       | VIXX                                                   |
| ------- | ------------------- | ----------------- | ------- | ------------------ | ------- | ---------- | ------------------------------------------------------ |
| 2015    | Boys' Record        | "On a Cold Night" | Sí      | Ravi (rap)         | Sí      | —          | [ 32 ]                                                 |
| 2016    | Depend on Me        | "Shadow"          | Sí      | —                  | Sí      | —          | Edición limitada, lista de canciones de bonus, cara A. |
| 2016    | (花風 'Hana-Kaze'?) | "Moonlight"       | Sí      | —                  | Sí      | —          |                                                        |
| 2016    | That’s All          | "That’s All"      | Sí      | Leo & Park So Hyun | Sí      | Jo Yong Ho | [ 34 ]                                                 |
| 2016    | Kratos              | "Romance is Over" | Sí      | Ravi               | Sí      | —          | [ 35 ]                                                 |
| VIXX LR |                     |                   |         |                    |         |            |                                                        |
| 2015    | Beautiful Liar      | "Words to Say"    | Sí      | —                  | Sí      | —          | [ 36 ]                                                 |
| 2015    | Beautiful Liar      | "My Light"        | Sí      | Ravi               | Sí      | MELODESIGN | [ 36 ]                                                 |

## Filmografía

### Apariciones en programas de televisión
| Año  | Canal | Título              | Notas                                                                                |
| ---- | ----- | ------------------- | ------------------------------------------------------------------------------------ |
| 2016 | MBC   | King of Mask Singer | participó como "Heungbu Be Stifled", (ep. 49-50) (fue eliminado en la segunda ronda) |

### Apariciones en vídeos musicales
| Año  | Vídeo musical             | Artista(s)    |
| ---- | ------------------------- | ------------- |
| 2011 | "Shake It Up"             | Seo In Guk    |
| 2012 | "Let This Die"            | Brian Joo     |
| 2012 | "Let This Die" (Eng Ver.) | Brian Joo     |
| 2014 | "Blossom Tears"           | Dueto con LYn |

## Musicales
| Año     | Título           | Rol                   | Notas                                         |
| ------- | ---------------- | --------------------- | --------------------------------------------- |
| 2014    | Full House       | Lee Young Jae         | Rol principal, Como Leo.                      |
| 2016    | Mata Hari        | Armand                | Rol principal, Acreditado como Jung Taek Woon |
| 2016-17 | Monte Cristo     | Albert                | Rol de apoyo, Acreditado como Jung Taek Woon  |
| 2018    | Elisabeth        | Der Tod               | [ 39 ]                                        |
| 2019    | Marie Antoinette | Conde Axel Von Fersen | Rol principal, como Leo                       |